# Shannoniella cuspidata
Shannoniella cuspidata är en tvåvingeart som beskrevs av Townsend 1939. Shannoniella cuspidata ingår i släktet Shannoniella och familjen gråsuggeflugor. Inga underarter finns listade i Catalogue of Life.